# Валутины
Валутины (Волутины) — древний дворянский род.
Род внесён в VI часть родословной книги Ярославской губернии.

## История рода
Казарин Волутин владел поместьем в Тульском уезде (ранее 1587).
Подосёнок Волутин получил от Сигизмунда III грамоту на поместье в Смоленском уезде (1610). Иван Лобанов был в польском плену (1613). Смолянин Иван Степанович упомянут (1645—1657), назван иноком Иосифом (1666). Яков Кузьмич московский дворянин (1677—1692).
Потомство Исая Волутина владело поместьями в Белозёрском уезде и внесено в родословную книгу Новгородской губернии.
Авраам Яковлевич и Иван Алимпиевич владели населёнными имениями (1699).